# قصر المعيز
قصر المعيز هو قصرٌ (قريةٌ محصنة) في المغرب، يقعُ في منطقة فكيك.